# オット・オルソン
オット・オルソン（Otto Olsson, 1879年12月19日 – 1964年9月1日）はスウェーデンの作曲家。生前はパイプオルガンのヴィルトゥオーゾとして著名であった。

## 経歴
オルガンをストックホルム音楽院で学んだ後、そこの和声法およびオルガン演奏の教授に就任した。対位法を背景とした、フランス・オルガン楽派に近しい作風を採り、後期ロマン派音楽の伝統を踏まえた作品を創った。古楽に興味を示して、グレゴリオ聖歌を《グレゴリオの旋律（Gregorianska melodier）》に用いた。当時としては珍しく、複調性を探求するなど進歩主義的な一面も見られた。多くのオルガン曲のほかに、器楽曲や合唱曲があり、最も有名な作品に、弦楽オーケストラとハープ、オルガンを伴奏とした合唱曲の大作《テ・デウム》がある。